# Amphicerus cornutus
Amphicerus cornutus is een keversoort uit de familie boorkevers (Bostrichidae). De wetenschappelijke naam van de soort is voor het eerst geldig gepubliceerd in 1772 door Pallas.